# José de Diego
José de Diego Martínez (16 de abril de 1866 - 16 de julio de 1918) fue poeta, periodista, ensayista, político y abogado puertorriqueño. Fue un defensor del idioma español y de la cultura puertorriqueña. Lo llamaban "El Caballero de la Raza" y "El León Americano". Firme defensor de la autonomía política de Puerto Rico en unión con España y luego de la independencia de Puerto Rico de los Estados Unidos y por eso se le considera como el "Padre del Movimiento Independentista Puertorriqueño".

## Biografía
Hijo de Felipe de Diego , oficial del Ejército Español, nacido en Asturias, España, y de Elisa Martínez Muñiz, nativa puertorriqueña; nació en Aguadilla el 16 de abril de 1866.
Tras efectuar sus primeros estudios en Mayagüez, los continuó en el Colegio Politécnico de Logroño (ver Discusión), España. Inició la carrera de Derecho en la Universidad de Barcelona. Sus primeros versos fueron publicados en la península: escribió para las publicaciones satíricas bocho en San Martín, Semana Cómica y El Progreso; así como en Las Dominicales del Libre Pensamiento y ¡Verán Ustedes!. También publicó en medios puertorriqueños como El Buscapié y El Palenque de la Juventud.
En 1885 pública en Barcelona la colección de sonetos Los grandes infames y en 1887 en Mayagüez su obra Sor Ana. La publicación de poemas políticos y antirreligiosos en El Progreso de Madrid le valió la cárcel. Liberado al año siguiente, regresó a Puerto Rico, donde conoció a la joven Carmen Echevarría, inspiración de Mis bodas y A Laura. Obtuvo la licenciatura de derecho en La Habana, Cuba, y en 1893 se estableció para ejercer su profesión en Arecibo.
Allí fundó, en 1894, un Comité Autonomista y el periódico La República, promoviendo la autonomía administrativa de Puerto Rico. En su diario firmaba sus artículos con el seudónimo El león americano. En 1895 fue designado fiscal del Juzgado de Primera Instancia. En 1897 apoyó la decisión de Luis Muñoz Rivera y Rosendo Matienzo Cintrón de fusionar al Partido Autonomista con el Partido Liberal Fusionista español, ante el compromiso de su líder Práxedes Mateo Sagasta de otorgar a Puerto Rico autonomía administrativa, y a sus habitantes los mismos derechos políticos que gozaban los peninsulares. Concedido el gobierno autonómico, José de Diego fue designado subsecretario de Gracia, Justicia y Gobernación, y en 1898 fue nombrado magistrado en la Real Audiencia Territorial de Puerto Rico.
Tras la cesión a Estados Unidos, a raíz de la Guerra hispano-estadounidense y el Tratado de París, fue nombrado fiscal y presidente de la Audiencia de Mayagüez y, creado un gobierno civil por la Ley Foraker, en 1900 se lo designó miembro del Consejo Ejecutivo, y desde 1903 integró la Cámara de Delegados. En 1904 fue cofundador del Partido Unión, creado para impulsar la autonomía y eventual independencia. Presidió el movimiento entre 1914 y 1916, año en que resignó la reivindicación independentista.
En 1916 viajó a España y visitó Cádiz, Huelva, Sevilla y Barcelona, donde arregló la publicación de sus obras. En Madrid enfermó gravemente y tras recuperarse en Mallorca regresó a Puerto Rico. Concedida la ciudadanía estadounidense por la Ley Jones (1917), De Diego fue elegido para la Cámara de Representantes. En abril de ese año sufrió la amputación de su pierna izquierda. El 21 de septiembre presentó la Resolución conjunta de la Cámara de Representantes exigiendo un plebiscito para determinar el futuro político de Puerto Rico. Afectado de gangrena, en 1918 viajó a Nueva York en procura de tratamiento. Falleció en esa ciudad el 16 de julio de 1918.
Fue un permanente defensor de la cultura de su país: abogó por mantener la enseñanza en español, presidió el Ateneo Puertorriqueño y la Sociedad de Escritores y Artistas, fue miembro fundador de la Academia Antillana de la Lengua (1916) y apoyó la creación del Colegio de Agricultura y Artes Mecánicas de Mayagüez (1911).
Además de sus contribuciones periodísticas, publicó varios ensayos, como Apuntes sobre delincuencia y penalidad (1901), El problema de Puerto Rico (1913) y Nuevas campañas (1916), y obras poéticas: Pomarrosas (1904), Jovillos (1916), Cantos de rebeldía (1916) y Cantos de pitirre (1950) que, aunque de carácter modernista, incluía elementos del romanticismo y el premodernismo.